# Apalocnemis circumspinosa
Apalocnemis circumspinosa är en tvåvingeart som beskrevs av Collin 1933. Apalocnemis circumspinosa ingår i släktet Apalocnemis och familjen Brachystomatidae. Inga underarter finns listade i Catalogue of Life.